# Assedio di Gibilterra (giugno-agosto 1333)
L'assedio di Gibilterra del giugno-agosto 1333, anche noto come quarto assedio di Gibilterra, contrappose un esercito cristiano guidato dal re Alfonso XI di Castiglia contro una numerosa armata moresca guidato da Muhammad IV di Granada e Abd al-Malik Abd al-Wahid di Fès per il controllo della penisola. L'attacco ebbe luogo subito dopo il terzo assedio, combattuto all'inizio del 1333, e iniziò con uno sbarco disastroso per le forze castigliane sul lato occidentale di Gibilterra, prima di evolversi in uno stallo tale per cui nessuna delle parti sembrava avere la forza necessaria prevalere sull'altra. Entrambi contendenti dovettero affrontare una grave carenza di cibo; la guarnigione di Gibilterra non vide più giungere dei rifornimenti, mentre i castigliani, spintisi nel cuore del territorio nemico, potevano ricevere delle vettovaglie soltanto via mare, lungo una rotta marittima che peraltro risultava assolutamente pericolosa. Dopo due mesi di combattimento inconcludenti, i rappresentanti castigliani e mori raggiunsero un accordo di tregua che consentiva ad ambedue le fazioni di ottenere dei vantaggi e ammorbidiva le perdite umane ed economiche patite durante l'assedio. Benché i Mori avessero preservato ai sensi dell'intesa Gibilterra, la tregua costò la vita a Muhammad IV, il quale fu assassinato da un gruppo di nobili scontenti il giorno dopo averla sottoscritta.

## Antefatti e preparativi
Gibilterra fu governata dal regno di Castiglia tra il 1309 e il 1333, dopo essere stata in mano musulmana per quasi 600 anni. Il sovrano merinide Abu l-Hasan 'Ali ibn 'Uthman si alleò con la sua controparte granadina, Muhammad IV, per assediare la città fortificata tra febbraio e giugno 1333. La guarnigione castigliana resistette per oltre quattro mesi, ma la fame la costrinse a capitolare solo pochi giorni prima dell'arrivo dei rinforzi inviati dal re castigliano Alfonso XI.
Alfonso disponeva già una flotta attiva nella baia di Gibilterra sotto il comando dell'ammiraglio Alfonso Jofre de Tenorio. La marcia via terra del suo esercito da Jerez de la Frontera venne ostacolata dalle discussioni che dovette affrontare con i suoi nobili, i quali non si dimostravano convinti a inviare truppe a Gibilterra. Egli sottolineò che i Mori non si sarebbero ancora assicurati la loro posizione nella fortezza, ragion per cui dichiarò che fosse necessario spedire dei rinforzi a sud quanto prima possibile.
Una volta ottenuto l'appoggio sperato, il re e i castigliani lasciarono il loro accampamento presso il fiume Guadalete vicino a Jerez e marciarono prima verso Alcalá de los Gazules, prendendo la via diretta ma montuosa per Gibilterra. Il 26 giugno raggiunsero Castellar de la Frontera, sul corso superiore del fiume Guadarranque, e marciarono lungo la riva sinistra del corso d'acqua verso l'antica città romana di Carteia alla volta della baia di Gibilterra. Una forza moresca di 6 000 uomini della vicina Algeciras al comando di Abd al-Malik li seguì da terra vicino alla costa. Alfonso si fermò sulle alture della Sierra Carbonera, località dove i Mori cercarono di attirarlo in un'imboscata mentre il suo esercito procedeva verso Gibilterra. Il re castigliano finì proprio nel punto che volevano i Mori, ma tese a sua volta una trappola inviando la sua retroguardia direttamente verso la costa mentre i suoi cavalieri, arcieri e lancieri aggiravano i Mori facendosi strada attraverso i boschi ai lati della rocca di Gibilterra. Alfonso ipotizzava che i Mori avrebbero cercato di tornare a insediarsi sulla sommità, da dove sarebbero discesi per attaccare la retroguardia. Le ali della sua armata avrebbero a loro volta occupato la rocca appena lasciata libera, bloccando i Mori tra due forze castigliane. La previsione del re sulla strategia dei Mori si rivelò accurata e questi furono sconfitti perdendo 500 uomini.
Nonostante l'ordine di Alfonso di non inseguire i Mori in ritirata oltre il Guadarranque, un grande contingente disobbedì e si spinse verso il fiume successivo, il Palmones. Questi uomini andarono quasi incontro a morte certa quando una nuova forza moresca emerse da Algeciras, ma furono salvati dalle imbarcazioni di Alfonso che remarono sul Palmones per bloccare i Mori. Al calare della notte, i contendenti si divisero, con i Mori che tornarono ad Algeciras e i Castigliani che si accamparono sul lato est del Guadarranque.

## L'assedio

### Tentativo di sbarco a Gibilterra
L'indisciplina avrebbe accompagnato anche il primo tentativo di Alfonso di assaltare Gibilterra. Le sue truppe giunsero a bordo delle galee dell'ammiraglio Jofre alle Sabbie Rosse sul lato meridionale scarsamente fortificato di Gibilterra. Tuttavia, i comandanti sul campo di Alfonso, Rui Lopez e Fernan Yañez de Meira, non riuscirono a controllare le loro truppe o a coordinare efficacemente gli sbarchi. La prima ondata di castigliani doveva coprire lo sbarco della seconda, dopodiché gli arrivati avrebbero preso posizione per l'assedio su entrambi i lati della città. Anziché seguire il piano, la prima ondata ignorò le disposizioni e si lanciò sul lato della rocca di Gibilterra, nel tentativo di raggiungere il castello moresco. Mentre il secondo gruppo di soldati stava sbarcando senza copertura, la guarnigione moresca scagliò una sortita che colse i castigliani intenti a raggiungere la spiaggia impreparati. Molti uomini furono uccisi, mentre altri dovettero ritirarsi e abbandonare al proprio destino i circa 1 500 uomini ancora impegnati a lottare sulla rocca. La guarnigione moresca si posizionò in modo tale da impedire qualsiasi ulteriore sbarco, facendo piovere nello specifico frecce sulle barche in avvicinamento, mentre la cavalleria si schierò nella posizione idonea ad affrontare l'arrivo di eventuali truppe di fanteria. Sia Lopez che de Meira furono uccisi nel corso degli scontri, rendendo ancora più disperata la situazione degli aggressori.
Alfonso si trovava di fronte alla necessità di sciogliere un grosso dilemma. Forti e persistenti correnti di Levante avevano impedito alle sue navi di rifornimento di accedere alla baia e al suo esercito restava soltanto un giorno di razioni. Con riluttanza, accettò l'insistenza dei suoi nobili che lo invitavano a ritirarsi nel territorio castigliano, abbandonando dunque gli uomini rimasti sulla rocca, che avrebbero dovuto accettare «qualunque destino Dio gli avesse voluto riservare». Tuttavia, la situazione cambiò di nuovo a pochi chilometri dalla ritirata dal loro accampamento a Carteia. Le fonti a disposizione forniscono resoconti contrastanti sull'accaduto; alcune riferiscono infatti che Alfonso persuase gli aristocratici che sarebbe stato disonorevole abbandonare gli uomini intrappolati, mentre altre dicono che i venti cambiarono all'ultimo minuto e permisero alla fine alle navi di rifornimento di entrare nella baia. Qualunque sia la verità, è evidente che i castigliani fecero ritorno alla propria posizione precedente per riprendere l'assalto a Gibilterra.
Si decise di adottare lo stesso piano di attacco, ma stavolta di metterlo in atto in maniera più disciplinata. I comandanti più esperti disponibili, ovvero Don Jaime de Jerica e i fratelli Laso e Sancho de Rojas, ricevettero l'incarico di un nuovo assalto alle cosiddette Sabbie Rosse. I castigliani cercarono di sopraffare i Mori aggredendoli direttamente e utilizzando ogni piccola imbarcazione a loro disposizione per trasportare soldati, balestrieri e persino la cavalleria con tanto di equini. Quando i balestrieri aprirono il fuoco di copertura, i cavalieri montarono in sella e respinsero le forze moresche sulla spiaggia dislocate all'interno delle mura cittadine. Allo stesso tempo, l'ammiraglio Jofre cercò di distruggere le galee moresche ancorate nel cantiere navale di Gibilterra. Il suo piano fallì, poiché i Mori avevano costruito una grossa copertura sul cantiere navale per proteggere le imbarcazioni dai bombardamenti e avevano posizionato enormi bome di legno attraverso l'ingresso per impedire ai nemici di accedervi. L'attacco navale fu respinto al prezzo di pesanti perdite, ma Jofre riuscì a stabilire un efficace blocco delle rotte marittime di Gibilterra.

### Bombardamento e stallo

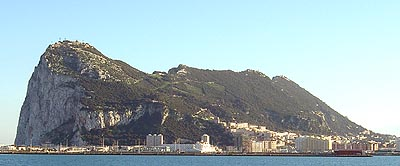
Gibilterra vista da nord-ovest

I castigliani scavarono intorno a Gibilterra per colpire da sud, dalle alture della rocca superiore e dall'istmo a nord, dove Alfonso rimase con la sua forza principale. Il re castigliano sperava di riprendere la città grazi un rapido contrattacco, ma si trovò invece impantanato in un lungo assedio. Di conseguenza, iniziò a demolire le fortificazioni della città con sei catapulte che aveva portato da Siviglia, tre delle quali furono issate con delle funi dall'istmo alla rocca superiore, da dove poteva godere di una visuale  dell'intera città. Il castello moresco fu pesantemente bombardato e gravemente danneggiato, mentre gli almogaveri castigliani cercarono di espugnare la struttura aggredendo le porte. I difensori inflissero delle vittime scagliando rocce e pece bollente agli iberici, distruggendo inoltre alcune delle macchine d'assedio avversarie.
Entrambe le fazioni affrontarono condizioni difficili durante l'assedio. I guerrieri mori vennero progressivamente affamati dai castigliani, ma anche questi ultimi ebbero problemi di approvvigionamento. Essi si trovavano infatti nel cuore del territorio nemico e facevano affidamento interamente su rifornimenti via mare, il cui arrivo dipendeva dai venti e dalle maree favorevoli. Le vettovaglie iniziarono a scarseggiare per ambedue le fazioni, con alcuni castigliani che tentarono di disertare dalla parte moresca ma che furono ridotti in schiavitù e venduti ad Algeciras per un prezzo equivalente a un ottavo del valore di una mucca. Le cose peggiorarono per i castigliani quando l'esercito di Muhammad IV marciò verso Gibilterra con l'apparente intenzione di rendere meno gravosa la situazione della guarnigione assediata. Alfonso ritirò il suo stesso esercito nell'istmo immediatamente a nord di Gibilterra e fece scavare un fossato difensivo proprio attraverso lo stesso. Ciò dissuase Muhammad IV dall'ipotesi di compiere una controffensiva, ma il sultano si dimostrò comunque in grado di incendiare la legna a disposizione dei castigliani sulle colline della Sierra Carbonera; da quel momento in poi, essi dovettero accontentarsi di mangiare cibo crudo.
L'assedio si trasformò in una situazione di stallo. I Mori non apparivano abbastanza numerosi da poter trattenere Gibilterra a lungo, ma al contempo non erano in grado di assaltare i castigliani da nord valicando il fossato da questi scavato. Inoltre, non disponevano della potenza navale necessaria per aggirare i nemici via mare o per sbaragliare il blocco navale di Gibilterra, responsabile della carenza di viveri tra i membri della guarnigione. Dal canto suo, la Castiglia non disponeva di abbastanza uomini per espugnare Gibilterra o scacciare le truppe di Muhammad IV stanziate sulla Sierra Carbonera. Alfonso XI ricevette inoltre la notizia che tre potenti nobili, ovvero Juan Núñez III de Lara, Juan Alfonso de Haro e Giovanni Emanuele di Villena, si erano ribellati contro di lui e avevano causato devastazione nei feudi della corona. Per questo motivo, era solo questione di tempo che qualcuno avanzasse la richiesta di raggiungere un accordo di pace.
L'intesa che fu infine firmata il 24 agosto 1333 si basava sulla proposta moresca di dare vita a una tregua di quattro anni e, al contempo, versare un tributo annuale di 10 000 dobloni alla Castiglia. In cambio, ai Mori sarebbe stato concesso di acquistare bestiame e altri beni dal territorio castigliano, mentre ad Alfonso e al suo esercito sarebbe stato concesso un salvacondotto attraverso il territorio moresco sulla via del ritorno. Il monarca castigliano accettò e suggellò l'accordo di persona con Muhammad IV durante una sontuosa cena in occasione della quale scambiò doni con la sua controparte moresca. Pare che Muhammad donò ad Alfonso una spada con fodero d'oro tempestato di smeraldi, rubini e zaffiri, oltre a un elmo con due rubini «grande come castagne» mentre Alfonso regalò a Maometto un tipo di farsetto. Mentre i castigliani si preparavano a ritirarsi, le forze di Abd al-Malik tornarono ad Algeciras e Muhammad IV allestì i preparativi per tornare a Granada. La notte seguente alla firma dell'accordo di pace, Muhammad IV fu assassinato da due dei suoi nobili che erano arrabbiati per il fatto che il sultano avesse mangiato con un cristiano e temevano che si fosse convertito a quella religione. L'uccisione non impedì ai castigliani di ritirarsi in sicurezza, ma generò nuove ostilità per un po' quando il nuovo signore di Granada, Yusuf I, cercò di affermare la sua autorità. L'esito inconcludente dell'assedio fece sì che la lotta per il controllo di Gibilterra affrontasse un momento di stallo, evento che spinse Alfonso a compiere un nuovo tentativo di riconquista nel 1349.